# معین هاشمی نسب
‏
معین هاشمی‌نسب (به زبان کردی: Moîn Haşemî Neseb)(زادهٔ ۲۹ آذر ۱۳۶۰ در کرمانشاه)، فیلم‌ساز، عکاس و موسیقی‌دان است‎.
آخرین ساخته‌ی وی در قالب فیلم بلند، فیلم "کلمه" (Word 2024) می‌باشد. این فیلم در سال 1403 در چندین فستیوال بین‌المللی فیلم حضور پیدا کرده و توانسته جایزه‌ی "بهترین تهیه کننده" در جشنواره‌ی TINFF تورنتو و جایزه‌ی بهترین فیلم بلند از سوی هیئت داوران جشنواره ARFF آمستردام هلند را از آن خود کند. معین هاشمی‌نسب با ساخت فیلم بلند «قلم سیاه (فیلم بلند)» "Black Pen" در سال 2023 میلادی توانست برنده‌ی هفت جایزه‌ی رتبه‌ی اول جشنواره‌های بین‌المللیِ فیلم سال ۲۰۲۳ میلادی در بخش‌های بهترین فیلم بلند، بهترین فیلم‌نامه و بهترین فیلم‌برداری را از آن خود کند 	و همچنین با ساخت فیلم بلند «شب، انتظار روز است» "Night is the expectation of day" در سال ۲۰۲۲ میلادی توانست در چندین جشنوارهٔ مختلف بین‌المللی نامزد بهترین فیلم بلند و در فستیوال Gofilmfestival برزیل جایزهٔ بهترین فیلم بلند در سال ۲۰۲۲ را کسب کند.
معین هاشمی‌نسب با ساخت دیکته (فیلم کوتاه) به انگلیسی: (‏Dictation‏) و شرکت در چندین جشنواره بین‌المللی در سال ۲۰۲۱ ‏میلادی، توانست جایزهٔ بهترین فیلم کوتاه در جشنواره فیلم نیویورک را از آن خود کند‎. ‎
در زمینهٔ موسیقی، او نوازنده گیتار الکتریک و تنبور می‌باشد و هم‌اکنون در سبک‌های راک، امبینت، فیوژن و فولک ‏مشغول به آهنگ‌سازی و نوازندگی است‎. ‎
از مهم‌ترین نمایشگاه‌های عکاسی انفرادی برگزارشده توسط معین هاشمی‌نسب، می‌توان به نمایشگاه عکس و موسیقی ‏"نت‌های بی‌پایان" و نمایشگاه عکس و موسیقی «بیست و یک» اشاره کرد‎. ‎
او همچنین در چندین روزنامه و مجله به عنوان تحلیل‌گر و منتقد فرهنگ و هنر مشغول به فعالیت بوده‌است. ‎. ‎
| نام فیلم           | سال  | حرفه                                              | جوایز |
| ------------------ | ---- | ------------------------------------------------- | --- |
| دیکته (فیلم کوتاه) | 1399 | تهیه‌کننده، نویسنده، کارگردان، فیلم‌بردار و تدوینگر | بهترین فیلم کوتاه در جشنواره فیلم نیویورک |
| شب، انتظار روز است | 1400 | تهیه‌کننده، نویسنده، کارگردان، فیلم‌بردار و تدوینگر | . جایزه‌ی بهترین فیلم بلند در جشنواره‌ی فیلم برزیل . جایزه‌ی بهترین فیلم بلند تجربی در جشنواره‌ی فیلم آمستردام ARFF . جایزه‌ی بهترین کارگردانی در جشنواره‌ی فیلم آمستردام ARFF |
| قلم سیاه           | 1401 | تهیه‌کننده، نویسنده، کارگردان، فیلم‌بردار و تدوینگر | . جایزه‌ی بهترین فیلم بلند در بخشی آسیایی در جشنواره‌ی TINFF تورنتو کانادا . جایزه‌ی افتخاری داوران در بخش بهترین فیلم بلند، جشنواره‌ی ARFF آمستردام هلند . جایزه‌ی نشان طلایی بهترین فیلم‌نامه از سوی جشنواره‌ی فیلم IEFF یونان . جایزه‌ی بهترین فیلم بلند (2th) در جشنواره‌ی Creative Creeds هند . جایزه‌ی بهترین فیلم‌برداری در جشنواره‌ی Creative Creeds هند . رتبه‌ی نخست بهترین فیلم بلند در جشنواره‌ی IDEAL هند . جایزه‌یNFT بهترین فیلم بلند از سوی جشنواره‌ی فیلم You are the Judge کشور هنگ‌کنگ و چین |
| کلمه               | 1402 | تهیه‌کننده، نویسنده، کارگردان، فیلم‌بردار و تدوینگر | . جایزه‌ی بهترین تهیه کننده (فیلم بلند) در جشنواره‌ی فیلم TINFF تورنتو کانادا . جایزه‌ی ویژه‌ی داوران بهترین فیلم بلند در جشنواره‌ی فیلم ARFF آمستردام هلند .جایزه‌ی بهترین فیلم بلند در جشنواره‌ی فیلم MWFIFF کشور هند .جایزه‌ی بهترین فیلم بلند در جشنواره‌ی فیلم Creative Creeds International Film Festival کشور هند |

## نمایشگاه عکس
- نمایشگاه انفرادی عکس با عنوان «صندلی خالی» در نگارخانهٔ دریابیگی - سال ۱۳۹۱‏[۲۹][۳۰][۳۱]
- نمایشگاه انفرادی عکس با عنوان «پوتین» در نگارخانهٔ دریابیگی _ سال ۱۳۹۲‏[۳۲][۳۳]
- نمایشگاه انفرادی عکس و موسیقی با عنوان «نت‌های بی‌پایان» در نگارخانهٔ مینا _ سال ۱۳۹۳‏[۳۴]
- نمایشگاه گروهی آثار تجسمی با عنوان «کبریت‌های نیم‌سوخته» در نگارخانهٔ حنا _ در سال ۱۳۹۴‏[۳۵][۳۶]
- نمایشگاه انفرادی عکس و موسیقی با عنوان «بیست و یک» در نگارخانهٔ مینا _ سال ۱۳۹۵‏[۳۷]

## آهنگ‌سازی‌ها
- خاک غریب آشنا (The Familiar Strange Soil)‎[۳۸][۳۹]
- اولین گل سفید (The First White Flower)‎[۴۰][۴۱]
- تنهای دو نفره (Alone Duo)[۴۲][۴۳]
- من هوشیارم (I Am Conscious)‎[۴۴][۴۵][۴۶][۴۷]
- نفس تنبور(The Breath of Tanbur)[۴۸][۴۹][۵۰]
- زخم آب (Wound of Water)‎[۵۱][۵۲][۵۳]

## جشنواره های موسیقی
- حضور و اجرای موسیقی در کشور دانمارک مربوط به جشنواره‌ی موسیقی Ethno Denmark در سال ۱۴۰۳ به همراه مهسا عظیمی[۵۴][۵۵]